# Pseudastur polionotus
La poiana mantellata (Pseudastur polionotus (Kaup, 1847)) è un uccello rapace della famiglia degli Accipitridi, diffuso in Sud America.

## Descrizione
É un rapace di media taglia, lungo 47–51 cm, con un'apertura alare di 118–129 cm. Il piumaggio della testa, del collo, delle parti inferiori e della parte terminale della coda è biancastro, mentre le ali, il dorso e la base della coda sono di colore dal bluastro all'ardesia.

## Biologia
Le sue prede sono uccelli, piccoli roditori, rettili e anche insetti di grossa taglia.

## Distribuzione e habitat
La specie è diffusa nel sud-est del Brasile e in Paraguay.
Popola la foresta atlantica, dal livello del mare sino a 1.500 m di altitudine.

## Conservazione
La IUCN Red List classifica Pseudastur polionotus come specie prossima alla minaccia di estinzione (Near Threatened).